# Безје (Еро)
Безје (фр. Béziers) је насељено место у Француској у региону Лангдок-Русијон, у департману Еро.
По подацима из 2006. године број становника у месту је био 72.245.
Место је познато јер су у њему 1209. године током Катарскога крсташкога рата крсташи побили све становништво града, њих око 10.000. То су учинили, иако се у граду налазило само око 500 катара. Када су крсташи питали папскога легата како да разликују ко је катар, а ко не он им је одговорио: „Све их побијте, а Бог ће своје препознати."

## Географија

### Клима
| Клима (Безје)               | Клима (Безје) | Клима (Безје) | Клима (Безје) | Клима (Безје) | Клима (Безје) | Клима (Безје) | Клима (Безје) | Клима (Безје) | Клима (Безје) | Клима (Безје) | Клима (Безје) | Клима (Безје) | Клима (Безје)  |
| Показатељ \ Месец           | .Јан.         | .Феб.         | .Мар.         | .Апр.         | .Мај.         | .Јун.         | .Јул.         | .Авг.         | .Сеп.         | .Окт.         | .Нов.         | .Дец.         | .Год.          |
| --------------------------- | ------------- | ------------- | ------------- | ------------- | ------------- | ------------- | ------------- | ------------- | ------------- | ------------- | ------------- | ------------- | -------------- |
| Апсолутни максимум, °C (°F) | 19,2 (66,6)   | 22,2 (72)     | 28,1 (82,6)   | 32,5 (90,5)   | 33,1 (91,6)   | 35,7 (96,3)   | 37 (99)       | 35,7 (96,3)   | 32 (90)       | 32,5 (90,5)   | 23,5 (74,3)   | 19 (66)       | 37 (99)        |
| Средњи максимум, °C (°F)    | 10,8 (51,4)   | 11,6 (52,9)   | 14,6 (58,3)   | 17,6 (63,7)   | 21,3 (70,3)   | 26,1 (79)     | 28,5 (83,3)   | 28 (82)       | 24 (75)       | 19,6 (67,3)   | 14,8 (58,6)   | 11,1 (52)     | 19,3 (66,7)    |
| Просек, °C (°F)             | 8,1 (46,6)    | 8,5 (47,3)    | 11,2 (52,2)   | 14,3 (57,7)   | 17,7 (63,9)   | 22,2 (72)     | 24,4 (75,9)   | 23,9 (75)     | 20,3 (68,5)   | 16,6 (61,9)   | 12,1 (53,8)   | 8,3 (46,9)    | 15,9 (60,6)    |
| Средњи минимум, °C (°F)     | 5,4 (41,7)    | 5,3 (41,5)    | 7,7 (45,9)    | 11 (52)       | 14,1 (57,4)   | 18,2 (64,8)   | 20,3 (68,5)   | 20 (68)       | 16,5 (61,7)   | 13,5 (56,3)   | 9,4 (48,9)    | 5,5 (41,9)    | 12,5 (54,5)    |
| Апсолутни минимум, °C (°F)  | −4,5 (23,9)   | −7,6 (18,3)   | −3,3 (26,1)   | −1 (30)       | 4,5 (40,1)    | 10,6 (51,1)   | 13 (55)       | 12,9 (55,2)   | 6,6 (43,9)    | −0,4 (31,3)   | −3,4 (25,9)   | −7 (19)       | −7,6 (18,3)    |
| Количина падавина, mm (in)  | 39 (15,4)     | 44,3 (17,44)  | 25,3 (9,96)   | 50,6 (19,92)  | 46,7 (18,39)  | 17,5 (6,89)   | 3,7 (1,46)    | 13,4 (5,28)   | 46,4 (18,27)  | 76,1 (29,96)  | 47,2 (18,58)  | 58,7 (23,11)  | 469,3 (184,76) |
| [ тражи се извор ]          |               |               |               |               |               |               |               |               |               |               |               |               |                |

## Демографија
| 1962.  | 1968.  | 1975.  | 1982.  | 1990.  | 1999.  | 2006.  | 2011.  |
| ------ | ------ | ------ | ------ | ------ | ------ | ------ | ------ |
| 73.538 | 80.481 | 84.029 | 76.647 | 70.996 | 69.153 | 72.245 | 71.432 |

## Партнерски градови
- Чиклана де ла Фронтера
- Хајлброн
- Стокпорт